# Habenaria arenata
Habenaria arenata är en orkidéart som beskrevs av Gustavo Adolfo Romero och João Aguiar Nogueira Batista. Habenaria arenata ingår i släktet Habenaria och familjen orkidéer. Inga underarter finns listade i Catalogue of Life.